# Rio di Val Moena
Il Rio di Val Moena è un corso d'acqua (lunghezza 8,5 km; bacino 25 km²) del comune di Cavalese, in provincia di Trento, affluente di sinistra dell'Avisio. 

## Descrizione

### Origine, corso e foce
Il Rio Val Moena nasce sulla catena del Lagorai dal versante N-E del Cimon delle Stelune (2605 m) presso il nevaio Busa della Neve (altezza 2300 m).
Dopo un forte dislivello iniziale incide il primo tratto dell'omonima valle in direzione N,N-O con ridotta pendenza, ricevendo l'apporto di numerosi ruscelli (To dela Trappola, To del Boluda ecc.) quindi il rio Val Moena accentua la pendenza e giunge in località Ponte Brustolaie (1200 m) dove da sinistra riceve l'apporto del suo maggior affluente, il Rio Forame (proveniente dalla Val Forame). 
Piega ora in direzione nord, e giunge nel fondovalle fiemmese formando una cascata poco prima di confluire nell'Avisio (844 m).